# Dwayne Carey-Hill
Dwayne Carey-Hill es un director de animación y productor norteamericano con muchas comedias en su haber. Fue el productor de varios capítulos de Futurama y director de la película de Futurama en DVD Bender's Big Score.

## Trabajos

### Productor y coordinador
- "Clara's Dirty Little Secret"
- "The One Wherein There Is a Big Twist, Part II"
- "Terms of Endearment"
- "Captain Girl"
- "The Drawn Together Clip Show"
- "Wooldoor Sockbat's Giggle-Wiggle Funny Tickle Non-Traditional Progressive Multicultural Roundtable!"
- "Mexican't Buy Me Love"

### Director
- Futurama: Bender's Big Score
- Futurama (Capítulos de Futurama)

- Datos: Q388404